# 国民スポーツ大会バスケットボール競技
国スポにおけるバスケットボール競技は、1946年の第1回大会から毎回行われている。少年男子と少年女子では、全国高等学校総合体育大会バスケットボール競技大会・全国高等学校バスケットボール選手権大会（旧称：全国高等学校バスケットボール選抜優勝大会）と並ぶ最重要大会として認知されている。

## 概要
成年男子・成年女子・少年男子・少年女子の種別に分かれ、地区予選（ブロック大会）を勝ち抜いたチームと開催都道府県チームが本大会に出場。ただし各年1部門については47都道府県からの参加となり、年毎に部門が変わる。
ノックアウト方式により優勝を争う。ただし、3位決定戦などは実施しない。
試合はバスケットボール競技規則に準じて行われる。
成年の部についてJBL及びWリーグの選手はプロ・アマ問わず参加できない。ただしリーグ戦と重ならないJBL2及びWIリーグの選手は参加可能。bjリーグの選手については2008年より参加可能になった。
なお、少年の部について留学生は登録2名まで、オンコート1名までとする。

## ブロック別出場枠
年度によっては2つのブロックが2チーム出場（北海道と開催地を除く）
| ブロック名 | 都道府県                                                                                 | チーム数 |
| ---------- | ---------------------------------------------------------------------------------------- | -------- |
| 北海道     | 札幌、小樽、苫小牧、室蘭、函館、南空知、北空知、留萌、旭川、名寄、稚内、北見、帯広、釧路 | 1        |
| 東北       | 青森、岩手、宮城、秋田、山形、福島                                                       | 1～2     |
| 関東       | 茨城、栃木、群馬、埼玉、千葉、東京、神奈川、山梨                                         | 1～2     |
| 北信越     | 新潟、長野、富山、石川、福井                                                             | 1～2     |
| 東海       | 静岡、愛知、三重、岐阜                                                                   | 1～2     |
| 近畿       | 滋賀、京都、大阪、兵庫、奈良、和歌山                                                     | 1～2     |
| 中国       | 鳥取、島根、岡山、広島、山口                                                             | 1～2     |
| 四国       | 香川、徳島、愛媛、高知                                                                   | 1～2     |
| 九州       | 福岡、佐賀、長崎、熊本、大分、宮崎、鹿児島、沖縄                                         | 1～2     |
| 開催地     | 開催地                                                                                   | 1        |
| 計         | 計                                                                                       | 12       |

## 歴代記録
| 回 | 年度 | 開催地 | 一般                    | 一般                          | 教員 男女                     | 高校                  | 高校                      |
| 回 | 年度 | 開催地 | 男子                    | 女子                          | 教員 男女                     | 男子                  | 女子                      |
| -- | ---- | ------ | ----------------------- | ----------------------------- | ----------------------------- | --------------------- | ------------------------- |
| 1  | 1946 | 兵庫   | 東京都                  | 福島県                        | -                             | 東京都                | -                         |
| 2  | 1947 | 石川   | -                       | -                             | -                             | 北海道 （札幌第一中） | 北海道 （函館高女）       |
| 3  | 1948 | 福岡   | 東京都                  | -                             | -                             | 京都府 （山城高）     | 埼玉県 （浦和第一女子高） |
| 4  | 1949 | 東京   | -                       | -                             | -                             | 北海道 （札幌第一高） | 埼玉県 （浦和第一女子高） |
| 5  | 1950 | 愛知   | 神奈川県                | -                             | -                             | 福岡県 （福岡高）     | 埼玉県 （浦和第一女子高） |
| 6  | 1951 | 広島   | -                       | -                             | -                             | 福岡県                | 長野県 （上田染谷丘高）   |
| 7  | 1952 | 福島   | 東京都                  | 東京都                        | -                             | 北海道                | 栃木県                    |
| 8  | 1953 | 香川   | 東京都                  | 大阪府                        | -                             | 佐賀県                | 岡山県                    |
| 9  | 1954 | 北海道 | 大阪府                  | 埼玉県                        | -                             | -                     | -                         |
| 10 | 1955 | 神奈川 | 大阪府                  | 静岡県                        | 静岡県                        | 新潟県                | 埼玉県                    |
| 11 | 1956 | 兵庫   | 東京都                  | 秋田県                        | 北海道                        | 新潟県                | 静岡県                    |
| 12 | 1957 | 静岡   | 東京都                  | 埼玉県                        | 新潟県                        | 埼玉県                | 島根県                    |
| 13 | 1958 | 富山   | 東京都                  | 福島県                        | 新潟県                        | 島根県                | 秋田県                    |
| 14 | 1959 | 東京   | 東京都                  | 埼玉県                        | 神奈川県                      | 京都府                | 埼玉県                    |
| 15 | 1960 | 熊本   | 福岡県                  | 大阪府                        | 東京都                        | 東京都                | 埼玉県                    |
| 16 | 1961 | 秋田   | 神奈川県                | 大阪府                        | 東京都                        | 静岡県 (静岡高)       | 栃木県                    |
| 17 | 1962 | 岡山   | 神奈川県                | 愛知県                        | 静岡県                        | 京都府                | 静岡県                    |
| 18 | 1963 | 山口   | 福岡県                  | 愛知県                        | 静岡県                        | 東京都                | 愛知県                    |
| 19 | 1964 | 新潟   | 神奈川県                | 大阪府                        | 新潟県                        | 島根県                | 新潟県                    |
| 20 | 1965 | 岐阜   | 東京都                  | 大阪府                        | 静岡県                        | 山形県                | 愛知県                    |
| 21 | 1966 | 大分   | 福岡県                  | 大阪府                        | 岐阜県                        | 東京都                | 愛知県                    |
| 22 | 1967 | 埼玉   | 神奈川県                | 京都府                        | 埼玉県                        | 秋田県 （能代工業高） | 秋田県                    |
| 23 | 1968 | 福井   | 大阪府                  | 京都府                        | 静岡県                        | 神奈川県              | 福井県                    |
| 24 | 1969 | 長崎   | 東京都                  | 京都府                        | 長崎県                        | 静岡県                | 愛知県                    |
| 25 | 1970 | 岩手   | 千葉県                  | 東京都                        | 千葉県                        | 秋田県 （能代工業高） | 愛知県                    |
| 26 | 1971 | 和歌山 | 千葉県                  | 大阪府                        | 宮城県                        | 東京都                | 秋田県                    |
| 27 | 1972 | 鹿児島 | 愛知県                  | 埼玉県                        | 静岡県                        | 東京都                | 長崎県 （鶴鳴女子高）     |
| 特 | 1973 | 沖縄   | -                       | -                             | 沖縄県                        | 秋田県 （能代工業高） | -                         |
| 28 | 1973 | 千葉   | 千葉県                  | 埼玉県                        | 宮城県                        | 東京都                | 秋田県                    |
| 29 | 1974 | 茨城   | 愛知県                  | 東京都                        | 千葉県                        | 茨城県                | 大阪府 （樟蔭東高）       |
| 30 | 1975 | 三重   | 山梨県                  | 茨城県                        | 千葉県                        | 秋田県 （能代工業高） | 大阪府 （樟蔭東高）       |
| 31 | 1976 | 佐賀   | 三重県                  | 静岡県 （シャンソン化粧品）   | 熊本県                        | 秋田県 （能代工業高） | 東京都                    |
| 32 | 1977 | 青森   | 東京都                  | 愛知県                        | 東京都                        | 茨城県                | 大阪府 （樟蔭東高）       |
| 33 | 1978 | 長野   | 愛知県                  | 愛知県                        | 熊本県                        | 茨城県                | 大阪府 （樟蔭東高）       |
| 34 | 1979 | 宮崎   | 秋田県                  | 埼玉県                        | 栃木県                        | 福岡県                | 宮崎県 （小林高）         |
| 回 | 年度 | 開催地 | 成年                    | 成年                          | 成年                          | 少年                  | 少年                      |
| 回 | 年度 | 開催地 | 男子                    | 女子                          | 女子                          | 男子                  | 女子                      |
| 35 | 1980 | 栃木   | 千葉県                  | 埼玉県                        | 埼玉県                        | 秋田県 （能代工業高） | 東京都                    |
| 36 | 1981 | 滋賀   | 滋賀県                  | 大阪府                        | 大阪府                        | 滋賀県                | 兵庫県                    |
| 37 | 1982 | 島根   | 島根県                  | 東京都                        | 東京都                        | 秋田県 （能代工業高） | 兵庫県                    |
| 38 | 1983 | 群馬   | 秋田県                  | 福岡県                        | 福岡県                        | 秋田県 （能代工業高） | 東京都                    |
| 39 | 1984 | 奈良   | 千葉県                  | 兵庫県                        | 兵庫県                        | 東京都                | 東京都                    |
| 40 | 1985 | 鳥取   | 山梨県                  | 福岡県                        | 福岡県                        | 秋田県 （能代工業高） | 大阪府                    |
| 41 | 1986 | 山梨   | 山梨県                  | 福岡県                        | 福岡県                        | 東京都                | 千葉県                    |
| 42 | 1987 | 沖縄   | 秋田県                  | 福岡県                        | 福岡県                        | 沖縄県                | 東京都                    |
| 43 | 1988 | 京都   | 京都府                  | 京都府                        | 京都府                        | 秋田県 （能代工業高） | 愛知県 （名古屋短大付高） |
| 44 | 1989 | 北海道 | 秋田県                  | 兵庫県                        | 兵庫県                        | 秋田県 （能代工業高） | 愛知県 （名古屋短大付高） |
| 45 | 1990 | 福岡   | 山形県                  | 愛知県                        | 愛知県                        | 京都府 （洛南高）     | 愛知県 （名古屋短大付高） |
| 46 | 1991 | 石川   | 山形県                  | 愛知県                        | 愛知県                        | 秋田県 （能代工業高） | 東京都                    |
| 47 | 1992 | 山形   | 山形県                  | 徳島県                        | 徳島県                        | 愛知県                | 愛知県 （名古屋短大付高） |
| 48 | 1993 | 徳島   | 愛知県                  | 徳島県                        | 徳島県                        | 福岡県                | 愛知県 （名古屋短大付高） |
| 49 | 1994 | 愛知   | 愛知県                  | 愛知県                        | 愛知県                        | 福岡県                | 愛知県 （名古屋短大付高） |
| 50 | 1995 | 福島   | 秋田県                  | 福島県                        | 福島県                        | 福岡県                | 愛知県 （名古屋短大付高） |
| 51 | 1996 | 広島   | 神奈川県                | 広島県                        | 広島県                        | 秋田県 （能代工業高） | 愛知県 （名古屋短大付高） |
| 52 | 1997 | 大阪   | 大阪府                  | 大阪府                        | 大阪府                        | 秋田県 （能代工業高） | 東京都                    |
| 53 | 1998 | 神奈川 | 熊本県                  | 愛知県                        | 愛知県                        | 秋田県 （能代工業高） | 愛知県 （名古屋短大付高） |
| 54 | 1999 | 熊本   | 神奈川県                | 熊本県                        | 熊本県                        | 宮崎県                | 愛知県 （桜花学園高）     |
| 55 | 2000 | 富山   | 富山県                  | 愛知県                        | 愛知県                        | 宮城県                | 富山県 （龍谷富山高）     |
| 56 | 2001 | 宮城   | 宮城県                  | 宮城県                        | 宮城県                        | 千葉県                | 愛知県 （桜花学園高）     |
| 57 | 2002 | 高知   | 愛知県                  | 愛知県                        | 愛知県                        | 京都府 （洛南高）     | 静岡県                    |
| 58 | 2003 | 静岡   | 大阪府                  | 愛知県                        | 愛知県                        | 福岡県                | 愛知県 （桜花学園高）     |
| 59 | 2004 | 埼玉   | 大阪府                  | 愛知県                        | 愛知県                        | 東京都                | 福岡県                    |
| 60 | 2005 | 岡山   | 奈良県                  | 長崎県                        | 長崎県                        | 東京都                | 東京都 （東京成徳大高）   |
| 61 | 2006 | 兵庫   | 福岡県                  | 山形県                        | 山形県                        | 福岡県                | 愛知県 （桜花学園高）     |
| 62 | 2007 | 秋田   | 千葉県                  | 秋田県                        | 秋田県                        | 秋田県 （能代工業高） | 愛知県 （桜花学園高）     |
| 63 | 2008 | 大分   | 千葉県                  | 東京都 （エバラヴィッキーズ） | 東京都 （エバラヴィッキーズ） | 京都府 （洛南高）     | 東京都                    |
| 64 | 2009 | 新潟   | 山形県                  | 山形県                        | 山形県                        | 京都府 （洛南高）     | 愛知県 （桜花学園高）     |
| 65 | 2010 | 千葉   | 千葉県                  | 千葉県                        | 千葉県                        | 福岡県                | 北海道 （札幌山の手高）   |
| 66 | 2011 | 山口   | 東京都                  | 静岡県                        | 静岡県                        | 宮崎県 （延岡学園高） | 北海道                    |
| 67 | 2012 | 岐阜   | 岐阜県                  | 秋田県                        | 秋田県                        | 京都府 （洛南高）     | 岐阜県 （岐阜女子高）     |
| 68 | 2013 | 東京   | 東京都                  | 栃木県 （白鷗大）             | 栃木県 （白鷗大）             | 東京都                | 愛知県 （桜花学園高）     |
| 69 | 2014 | 長崎   | 福岡県                  | 秋田県 （秋田銀行）           | 秋田県 （秋田銀行）           | 福岡県                | 愛知県 （桜花学園高）     |
| 70 | 2015 | 和歌山 | 愛知県                  | 山形県 （山形銀行）           | 山形県 （山形銀行）           | 茨城県                | 愛知県 （桜花学園高）     |
| 71 | 2016 | 岩手   | 東京都                  | 栃木県 （白鷗大）             | 栃木県 （白鷗大）             | 京都府                | 愛知県 （桜花学園高）     |
| 72 | 2017 | 愛媛   | 秋田県 （JR東日本秋田） | 秋田県 （秋田銀行）           | 秋田県 （秋田銀行）           | 京都府                | 岐阜県 （岐阜女子高）     |
| 73 | 2018 | 福井   | 秋田県 （JR東日本秋田） | 熊本県                        | 熊本県                        | 福岡県                | 愛知県 （桜花学園高）     |
| 74 | 2019 | 茨城   | 秋田県 （JR東日本秋田） | 愛知県                        | 愛知県                        | 福岡県                | 愛知県                    |
| 75 | 2020 | 鹿児島 | 大会中止                | 大会中止                      | 大会中止                      | 大会中止              | 大会中止                  |
| 76 | 2021 | 三重   | 大会中止                | 大会中止                      | 大会中止                      | 大会中止              | 大会中止                  |
| 77 | 2022 | 栃木   | 秋田県 （JR東日本秋田） | 滋賀県 （滋賀銀行）           | 滋賀県 （滋賀銀行）           | 茨城県                | 愛知県 （桜花学園高）     |
| 特 | 2023 | 鹿児島 | 秋田県 （JR東日本秋田） | 東京都                        | 東京都                        | 茨城県                | 京都府                    |